# Scelidosaurus
Scelidosaurus là một chi khủng long, được Owen mô tả khoa học năm 1859.